# Karolos Papoulias
Karolos Papoulias (græsk: Κάρολος Παπούλιας; født 4. juni 1929, død 26. december 2021) var Grækenlands præsident i perioden 2005 - 2015. Han efterfulgte Konstantinos Stefanopoulos. Han var forinden parlamentsmedlem for det socialdemokratiske parti PASOK og udenrigsminister.